# 昌珠寺
昌珠寺（藏語：ཁྲ་འབྲུག་དགོན་པ།，威利转写：khra-'brug dgon-pa，藏语拼音：Changzhug Gönba，標準藏語发音：[ʈʂʰaŋʈʂuk kø̃pa]）位于中華人民共和国西藏自治区山南市乃東區昌珠镇，是西藏最早的佛寺之一，松赞干布和文成公主曾在此居住。昌珠寺占地面积4667平方米，主体建筑措钦大殿，面阔进深均为三间，其布局与拉萨大昭寺相似。1961年被列为第一批全国重点文物保护单位。

## 历史由来

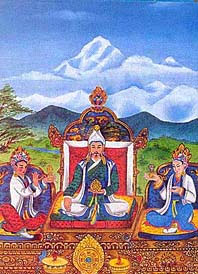
绘有松赞干布、文成公主、赤尊公主夫妻的唐卡

昌珠寺位于贡日山南麓，距今已有1300多年的历史，是吐蕃时期第一个佛堂，由松赞干布主持修建，后发展成为三寶具足的佛寺。今天的规模是在公元14世纪绛曲坚赞时代基本定型和延续下来的，後來成為格鲁派寺院。
“昌珠”是藏语“鹏与龙”之意。相传吐蕃王松赞干布时代，当时此地为一片大水，内藏毒龙，松赞干布想泄水筑城，用法师之计，以大鹏降龙，7日水干，筑基建寺。另一则传说則是：文成公主初入藏时，夜观天象，日察地形，发现吐蕃全域的地形极似一仰卧的罗刹女，极不利于吐蕃王朝立国，须在罗刹女的心脏和四肢建庙以镇之。于是昌珠寺便屹立在了罗刹女的左臂上。

## 建筑特色
昌珠寺建筑规模宏大，由大殿、转经围廊、廊院三部分组成，共二层，砖木结构。主体建筑是措钦大殿（大经堂），大殿下层布局和形式与大昭寺大殿相仿。有60根粗大的木柱支撑，是全寺僧人每日诵经和举行重要宗教活动的场所。大经堂的周围分别排列着12座神殿，每座神殿供奉的神佛菩萨各不相同。

## 艺术文物
- 措钦大殿内供奉一竖三世佛像，即过去佛燃灯佛、現在佛释迦牟尼佛和未来佛弥勒佛。三世佛像由全铜浇铸而成，与其它庙佛像只用铜皮包裹不同，十分罕见。
- 托且拉康殿内，保存着一个土灶，上面放有陶盆，据说是当年文成公主曾使用过的。“托且”在藏语中的意思是“谢谢”或“感谢”[3]。

- 释迦牟尼唐卡：即“释迦牟尼缂丝唐卡”，相传由文成公主亲手绣制。缂丝释迦牟尼像，像高2.92米、宽1.72米，释迦牟尼着红色袈裟，袒右肩，袈裟上饰八珍宝(即法轮、白海螺、白伞，幢、莲花、水罐、金鱼、吉祥结)； 肌肤为金色，蓝色高肉髻，背光中遍饰莲花，结跏趺坐于覆莲座上；右手结触地印，左手结禅定印。像左上为太阳，正中为三足金乌，右为月亮，其中有玉兔在桂树 下捣药。像上端有梵文两行。整幅唐卡织法平整、紧密，极为精美绚丽，属明代缂丝像中的精品。[5]
- 珍珠唐卡：用珍珠串起成线条绘出的“观世音菩萨憩息图”（坚期木厄额松像），是元末明初的西藏帕木竹巴王朝时期，由当时的乃东王的王后出资制成的。整幅唐卡长2米，宽1．2米，镶嵌珍珠共计29026颗，钻石一颗，红宝石二颗，蓝宝石一颗，紫宝石0．55两，绿松石0．91两（计185粒），黄金15．5克，珊瑚4。1两（计1997颗）。[6]